# فرد فراری
فرد فراری (انگلیسی: Fred Ferrari; ۲۲ مهٔ ۱۹۰۱ – ۶ اوت ۱۹۷۰) بازیکن فوتبال اهل بریتانیا بود.
از باشگاه‌هایی که در آن بازی کرده‌است می‌توان به باشگاه فوتبال شفیلد ونزدی، باشگاه فوتبال کویینز پارک رنجرز، باشگاه فوتبال بارو، باشگاه فوتبال نلسون، باشگاه فوتبال نوریچ سیتی، باشگاه فوتبال بارکینگ، و باشگاه فوتبال نورث‌همپتون تاون اشاره کرد.